# Sello de Acaz
El sello del rey Acaz es una bulla (pieza de arcilla impresa) que data del siglo VIII a. C. Se desconoce el lugar donde se descubrió este sello, que actualmente forma parte de la colección privada de Shlomo Moussaieff. El sello contiene una inscripción en hebreo antiguo que menciona el nombre de Acaz de Judá, así como el nombre de su padre, Jotán, identificando a Acaz como el «rey de Judá». La bulla contiene una huella dactilar que puede pertenecer al propio Acaz.

## Text
| Texto           | 𐤋𐤀𐤇𐤆 𐤉𐤄𐤅𐤕𐤌 𐤌𐤋𐤊 𐤉𐤄𐤃𐤄                                    |
| Transliteración | l’ḥz yhwtm mlk yhdh                                    |
| Tranducción     | (perteneciente a) 'Aḥaz (hijo de) Yehotam, rey de Judá |

Otra fuente extrabíblica sobre la historicidad de Acaz procede de Tiglatpileser III, que menciona los tributos que recibió en oro y plata de Acaz, y de la bulla conocida como sello de Ushna.

## Autenticidad
Los artefactos sin procedencia que se originan en el mercado de antigüedades están sujetos a disputas de autenticación. La autenticidad de las bullae antiguas ha sido tema de discusión académica.  Según Robert Deutsch, arqueólogo y anticuario que vendió la bulla de Ezequías, la mayoría de los estudiosos creen que las bullae son auténticas. Otros, como Andrew Vaughn, están de acuerdo en que sería difícil falsificar una bulla, pero no descartan esa posibilidad y, de hecho, concluyen que algunas bullae son falsificaciones.

## Otros sellos
Otros sellos contemporáneos incluyen los dos atribuidos a los ministros de Uzías y un sello de Ezequías.